# Johan Christopher Ræder
Johan Christopher Ræder (Koppenhága, 1782. november 26. – 1853. július 16.) német származású norvég politikus és tiszt. Többször megfordult a katonaságban is.

## Családja
Koppenhágában született Johan Georg Ræder (1751–1808) fiaként. Hamarosan Romsdalba költöztek, itt nőtt fel. Johan Georg Rhäder dédunokája, ő költözött ki Németországból, tőle indul a családfa, édesanyja dán volt. 1810-ben vette feleségül a dán Kaja Munchot (1794–1874), gyermekeik Jacques Ræder, Ole Munch Ræder, Nicolai Ditlev Ammon Ræder és Johan Georg Ræder. Nicolaion keresztül unokája Anton Henrik Ræder és ifj. Johan Christopher Ræder. Dán testvérein keresztül nagybátyja Carl Gustav Valdemar Rædernek, Johan Georg Frederik Rædernek és Oscar Alexander Rædernek.